# Kabi
Kabi var ett svenskt läkemedelsföretag, grundat 1931 som Kärnbolaget Aktiebolag Biokemisk Industri. 1972 skedde den första företagsfusionen med bildandet av Kabi Vitrum. Det följdes av flera och på 1990-talet uppgick dess verksamheter i företag som Pfizer och Octapharma.

## Historik
Kabi grundades 1931 i Malmö som dotterbolag till det danska bolaget Kongens Bryghus under namnet Kärnbolaget Aktiebolag Biokemisk Industri, men namnändrades till Kabi 1951. Under de tidiga åren tillverkade man bland annat C-vitaminpreparat av torkade nypon.
Under andra världskriget började företaget tillverka torkad blodplasma till Krigsmakten, senare följt av andra preparat för medicinskt bruk baserade på plasmafraktionering, exempelvis albumin. Mycket av verksamheten skedde under ledning av Henrik Björling. Under 1980-talet blev Kabi först i världen med att tillverka ett rent gentekniskt läkemedel – i samarbete med Genentech – i form av det mänskliga tillväxthormonet Genotropin.
År 1972 fusionerade Kabi och Vitrum till Kabi Vitrum.
År 1986 hiv-smittades fyra blödarsjuka i Sverige av svenska Kabi Vitrums faktorkoncentrat Preconativ. Företagets reningsprocesser var inte tillförlitliga, och den bristfälliga produktionsmetoden granskades inte av Socialstyrelsen. Ansvarsfrågan har förblivit outredd, och en mindre ersättning har betalats ut ex gratia.
År 1990 köpte Kabi Vitrums ägare, statligt ägda Procordia, Volvos ägarandel i Pharmacia. I samband med det bildades det sammanslagna Kabi Pharmacia.
Upjohn köpte Pharmacia 1995 och bildade Pharmacia & Upjohn. År 1997 sålde Pharmacia & Upjohn flera tidigare Upjohn-varumärken till Johnson & Johnson, bland annat Motrin och Cortaid. Pharmacia & Upjohn gick senare ihop med Monsanto och antog namnet Pharmacia. Företaget behöll Monsantos läkmedelsdel Searle och sålde av resten av företaget som blev "nya Monsanto". Fresenius förvärvade Pharmacias internationella näringsverksamhet år 1999 och slog samman den med Fresenius Pharma för att bilda Fresenius Kabi. 
Återstoden av Upjohn ingår numera i Pfizer. Kabi Vitrums tidigare fabrik i Strängnäs, där tillväxthormonet Genotropin tillverkas, finns kvar inom Pfizer.
Delar av Pharmacias tidigare verksamhet knoppades av till Biovitrum 2001. Enheten Plasma Products såldes sedan vidare till Octapharma 2002.

## I populärkulturen
I Jönssonligan & den svarta diamanten äger antagonisten Wall-Enberg Kabi, vilket ger honom en hållhake på M A Busé. 